# 阿氏狼綿鳚
阿氏狼綿鳚，為輻鰭魚綱鱸形目绵鳚亞目绵鳚科的其中一種，分布於東北大西洋區，包括格陵蘭及冰島等海域，屬深海底棲性魚類，棲息深度在水深1371至1880公尺，體長可達24公分。

## 扩展阅读
維基物種上的相關：阿氏狼綿鳚